# メル・ブルックス/新サイコ
『メル・ブルックス/新サイコ』（原題: High Anxiety）は、1977年にアメリカの20世紀フォックスが製作したコメディ映画。日本での公開は1978年10月。
コメディ作家のメル・ブルックスが、アルフレッド・ヒッチコックの様々なサスペンス映画をパロディ化したコメディ作品。映画の冒頭に「アルフレッド・ヒッチコックに捧ぐ」とクレジットされている。
原題の「High Anxiety」は、本作では高所恐怖症と訳されている。

## ストーリー
精神医学の世界的権威でありながら、極度の高所恐怖症でもあるリチャード・H・ソーンダイク博士（メル・ブルックス）は、急死した院長の後任として、ロサンゼルスにある「とてもとても重病な精神療養所」に赴任する事になる。だがその療養所は、悪徳のモンタギュー副院長（ハーヴェイ・コーマン）とディーゼル看護婦長（クロリス・リーチマン）が支配する、恐るべき施設であった。
それを知らない新任のリチャード博士は、知らず知らずの内に、副院長と看護婦長の策略に巻き込まれていく。殺人事件の犯人に仕立て上げられたリチャードは、療養所に入院している患者の娘、ビクトリア（マデリーン・カーン）と知り合い、運転手のブロフィ（ロン・ケリー）や恩師リローマン教授（ハワード・モリス）などからの助けも借りながら、事件の真相へと迫っていく……。

## キャスト
| 役名                        | 俳優                 | 日本語吹替                                            |
| 役名                        | 俳優                 | TBS版                                                 |
| --------------------------- | -------------------- | ----------------------------------------------------- |
| リチャード・H・ソーンダイク | メル・ブルックス     | 富田耕生                                              |
| ビクトリア・プリズベーン    | マデリーン・カーン   | 向井真理子                                            |
| シャーロット・ディーゼル    | クロリス・リーチマン | 高橋和枝                                              |
| チャールズ・モンタギュー    | ハーヴェイ・コーマン | 小林修                                                |
| ブロフィ                    | ロン・キャリー       | 青野武                                                |
| リローマン教授              | ハワード・モリス     | 大木民夫                                              |
| ベルボーイ                  | バリー・レヴィンソン |                                                       |
| 殺し屋                      | ルディ・デ・ルカ     |                                                       |
| 不明 その他                 |                      | 高島雅羅 飯塚昭三 上田敏也 田中康郎 石森達幸 片岡富枝 |
|                             |                      |                                                       |
| 演出                        | 演出                 | 田島荘三                                              |
| 翻訳                        |                      |                                                       |
| 効果                        |                      |                                                       |
| 調整                        | 調整                 | 杉原日出弥                                            |
| 制作                        | 制作                 | トランスグローバル                                    |
| 解説                        | 解説                 | 荻昌弘                                                |
| 初回放送                    | 初回放送             | 1981年3月9日 『月曜ロードショー』                     |

## プロダクション・ノート
- ホテルのベルボーイを演じているのが、本作の共同脚本を手がけ、後に『ナチュラル』『レインマン』を監督したバリー・レヴィンソン。
- 同じ共同脚本を担当し、本作で殺し屋を演じたルディ・デ・ルカも、1985年に、ジェフ・ゴールドブラム、ジーナ・デイヴィス共演の、『突撃バンパイア・レポーター/トランシルバニア6-5000』（日本未公開、原題: Transylvania 6-5000）というホラー映画を製作している。